# Ефрейтор
Ефре́йтор (от нем. Gefreiter — «освобождённый (от некоторых нарядов)») — воинское звание, присваиваемое обученным военнослужащим рядового состава за воинские отличия.
Ефрейтор при необходимости может временно исполнять обязанности командира отделения. Звание «ефрейтор» появилось в Германии в XVI веке; затем присваивалось в Австрии и Швейцарии. Они отбирались из опытных и надёжных солдат для развода часовых, конвоирования арестованных и выполнения других обязанностей, требовавших доверенных людей.
| Младшее воинское войсковое звание: Рядовой | Ефрейтор | Старшее воинское войсковое звание: Младший сержант |

## Россия

### Имперский период
В России чин ефрейтора введён при Петре I воинским уставом 1716 года в пехоте, кавалерии и инженерных войсках. Однако чин не прижился и с 1722 года уже не использовался.
В период правления Павла I было введено примерно аналогичное ему звание рядовой старшего оклада, которое после воцарения Александра I было сохранено только для гвардии, как элемент поощрения.
Повторно введено в ходе военной реформы 1826 года. В артиллерии русской армии ефрейтору соответствовал бомбардир, в иррегулярных войсках (казачьи войска) — приказный.
При некомплекте младших унтер-офицеров ефрейторы назначались командирами отделений (по два в каждом взводе).
В начале XX века звание ефрейтора присутствовало в армиях Российской империи, Германии, Австро-Венгрии и других государств.

### СССР и Российская Федерация
Звание было упразднено с 17 (30) декабря 1917 года — даты вступления в силу принятого Совнаркомом «Декрета об уравнении всех военнослужащих в правах».
Звание ефрейтора восстановлено в Красной армии СССР в 1940 году. Присваивалось за образцовое выполнение служебных обязанностей и примерную воинскую дисциплину. Обозначается одной лычкой на погонах. В вооружённых силах СССР (а затем и Российской Федерации) ефрейтор — воинское звание выше рядового и ниже младшего сержанта; относится к рядовому составу. В случае недостачи сержантского состава, прибывающего из учебных подразделений, практиковалось назначение ефрейторов из числа старослужащих на должность командиров отделений и расчётов.
В ВМФ этому званию соответствует корабельное звание старший матрос.
В штатно-должностной структуре подразделений звание ефрейтора присваивалось военнослужащим срочной службы, поставленным на следующие должности:
- Старший стрелок / Старший стрелок-гранатомётчик / Старший стрелок-пулемётчик / Старший стрелок-снайпер — должность в ВДВ, морской пехоте, мотострелковых войсках, пограничных и внутренних войсках. Является непосредственным помощником командира отделения.
- Старший водитель / Старший механик-водитель — должность в подразделениях боевого и тылового обеспечения.
- Старший вожатый служебных собак — должность в пограничных войсках.
- Старший радиотелефонист — должность в войсках связи
- Наводчик-оператор — должность в танковых войсках.
- Старший наводчик — должность в артиллерии.
- Старший химик / Старший огнемётчик — должность в подразделениях химических войск ВС СССР и войсках РХБЗ ВС России.
- Старший оператор научной роты — должность в подразделениях научных рот ВС России.
- Старший повар — должность в пограничных войсках.

## Германия
В ВС Германии ефрейторы — отдельная штатная категория военнослужащих, как правило, к ней относятся военнослужащие по контракту и младшие специалисты.

## Знаки различия
- Погон ефрейтора (сверхсрочнослужащий
2-го разряда в гвардии)
- Ефрейтор в РИА до 1917 года
- Петличный знак ефрейтора РККА (1940-1943)
- BBC ... 
(1940—1943)
- Ефрейтор ВВС СССР (1943—1955)
- Ефрейтор мотострелковых войск Советской Армии ВС СССР
- Ефрейтор ВВС, авиации ПВО, ВДВ Советской Армии ВС СССР
- Нашивной погон к повседневной форме одежды курсанта-ефрейтора в ВВС, воздушно-десантных войсках ВС России (1994—2010)
- Съёмный погон на рубашку (парадный) ефрейтора войск РХБЗ ВС России (1994—2010)
- Вшитый погон на полевой форме ефрейтора ВС России (с 2010)
- Ефрейтор — знаки различия Немецкой императорской армии (конец 19 в.): на воротнике - дополнительная пуговица, обшлаги рукавов - как у рядовых
- Ефрейтор вермахта (нарукавная нашивка — погон был как у рядового)
- Ефрейтор ННА ГДР
- Ефрейтор сухопутных войск Германии на полевой форме
- Ефрейтор ВВС Германии
- Знак различия ефрейтора, Австрия

## Известные ефрейторы
- Адольф Гитлер
- Солдат Иван Бровкин
- Случай с ефрейтором Кочетковым, а также фильм-пародия Сады скорпиона
- Дмитрий Нагиев
- Анатолий Сердюков